# Азалаис де Поркайрагас
Азалаис де Поркайрагас (окс. Azalaís de Porcairagas; ок. 1140, Портирань — после 1177, годы творчества II пол. XII века) — женщина-трубадур, писала на окситанском языке.

## Биография
Единственный источник сведений об Азалаис — средневековое жизнеописание. Из него следует, что трубадурка была знатной дамой родом из местности около Монпелье, из селения Портирань (на окс. языке Поркайрагас или Поркайраньяс), находившегося недалеко от Безье и Монпелье. Даты рождения и смерти её неизвестны. Вида повествует о том, что она любила Ги Гюррежа (сеньяль «Воитель») (ок. 1135—1178), брата Гильома VII де Монпелье, и её песни, были адресованы ему.
Существует версия (Aimo Sakari), что под сеньялем Жонглёр (окс. joglar) в некоторых своих произведениях Раймбаут Оранский обращается к Азалаис.
Сегодня известна лишь одна песня (музыка не сохранилась) в 52 стиха авторства Азалаис — Ar em al freg temps vengut, причём встречаются разночтения в её рукописных копиях. В ней говорится о смерти Раймбаута Оранского (1173), вероятно, в заключительной строфе упоминается Эрменгарда Нарбоннская (1143—1197), патронесса трубадуров.